# 賀王盛
賀王盛（？—1654年），字周兼，號無黨，南直隸鎮江府丹陽縣（今江蘇省丹陽市）人。明末政治人物。

## 生平
天啟元年（1621年）中舉人，崇禎元年（1628年）成進士。崇禎二年（1629年），授山東文登縣知縣。崇禎五年（1632年），調諸城縣，歷升兵部職方司主事、大理寺副、太僕寺丞等職。因上奏責崇禎帝過失，降三級。後累任太僕寺右少卿。
崇禎十七年（1644年），李自成克北京，賀王盛降，任驗馬寺丞。清兵入關後，回鄉隱居。清軍下江南，賀王盛暗中聯絡反清復明力量。順治十一年（1654年）正月被捕，八月處斬。獄中題《絕命詞》：「悲歌慷慨說天祥，浩氣凌虛反帝鄉；從此十人離紫荊，相隨地下拜高皇。」
著有《春秋說約》《亦政堂詩文集》。